# Banda de Música d'Igualada
La Banda de Música d'Igualada és una agrupació musical d'Igualada fundada l'any 1940 pel mestre Joan Just i Bertran i vinculada a l'Escola Municipal de Música d'Igualada. El 2024 n'era directora la musicòloga Concepció Ramió.

## Història
La Banda de Música d'Igualada es va formar a partir de la banda del Conservatori de l'Ateneu Igualadí de la Classe Obrera tot just acabada la Guerra Civil espanyola. El 1939, l'Ateneu va ser confiscat per les autoritats franquistes i va passar a ser el «Centro Nacional» i el Conservatori va estar a punt de desaparèixer. El mestre Joan Just i Bertran, compositor i director, que era al capdavant del Conservatori des de 1931, va començar a organitzar la nova Banda el mateix 1939, tot i que no es va presentar públicament fins al 1941. Amb prou feines s'ha conservat documentació dels primers anys de la Banda; ni tan sols es coneix el nom dels músics que hi tocaven.
En la dècada de 1920 hi havia a Igualada diverses organitzacions musicals actives, però cap que fos una banda. També a finals del segle xix hi va haver diverses agrupacions musicals de formació eclèctica que tocaven en celebracions religioses, festes de barris o en concerts. En l'última dècada del segle xix la Banda–Orquestra Joventut Filharmònica —segons el tipus d'actuació es feia dir Banda o Orquestra— va coexistir amb la Lira Igualadense. La banda que va precedir la d'avui en dia, va néixer l'any 1939, i de mica en mica es va anar formant amb diferents músics de la ciutat d'Igualada. A principis de 1941 va presentar-se de manera oficial a la ciutat. Amb la seva participació en la cavalcada es va conèixer i popularitzar l'Himne del Patge Faruk, que va compondre el mestre Just per encàrrec de la Comissió de Reis el 1953 (el Patge Faruk va arribar a Igualada per primera vegada el 1943). Fins al 1958 el nom d'aquesta agrupació era «Banda Municipal d'Igualada», i els músics cobraven una mensualitat de l'Ajuntament.
Després de la mort del mestre Just, el 1960, Josep Maria Oriol i Murt el va succeir. Oriol i Murt també va dirigir el Conservatori de Música d'Igualada de 1963 a 1983. La banda va fer una davallada i el nombre de músics va anar disminuint. Durant la dècada de 1970, altres formacions musicals igualadines tocaven en les festes tradicionals en què ho havia fet la Banda; en algunes, els intèrprets eren músics que havien tocat la Banda. Després d'una època d'inactivitat, el 1983 es va refundar la Banda sota la direcció de Josep Maria Oriol i Llanas —fill d'Oriol i Murt— que també va ser director del Conservatori. La componien músics de dues generacions: alguns que provenien de l'etapa d'Oriol i Murt i un grup de joves estudiants del Conservatori. Del 1990 al 2011 hi va haver bastants canvis en la direcció de la Banda; un dels seus directors, Jaume Domingo, va crear una banda infantil per fomentar la música en la mainada i per disposar d'un planter a la Banda.
L'any 2016, amb motiu del 75è aniversari de la fundació de la Banda, es van fer diversos actes commemoratius i una exposició a la Biblioteca Central d'Igualada.
El 2024 la banda la formaven uns quaranta músics d'edats diverses entre els setze i els seixanta anys. La majoria dels músics són d'Igualada i de la comarca de l'Anoia, però també n'hi ha de comarques veïnes com ara l'Alt Penedès o el Baix Llobregat. Els instruments que s'hi toquen són: flautes travesseres, saxos alts, saxos tenors, clarinets, oboès, trompetes, trompes, trombons, tuba, percussió, etc.

## Direcció musical
Al llarg de la seva història, la banda ha estat dirigida per Joan Just i Bertran (1940-1960), Josep Maria Oriol i Murt (1960-1989), Josep Maria Oriol i Llanas (1989-1990), David Riba i Garcia (1990-), Modest Nicolàs i Serra, Joan Roca i Herrera, Jordi Tarrida i Planas (-2003), Daniel Gasulla i Porta (2003-2006), Jaume Domingo i Herraíz (2006), Jordi Vilaró i Sarradell (2007-2010), Carles Segarra i Mas (2010-2011) i Concepció Ramió i Diumenge (2012-).

## Actuacions
La Banda de Música d'Igualada participa tradicionalment en diverses celebracions al llarg l'any: la Cavalcada dels Reis, la festa dels Tres Tombs, la Setmana Santa i la Festa Major, a part de concerts.
La Cavalcada dels Reis d'Igualada comença tocant dalt d'un escenari al passeig on hi toca l'Himne del Patge Faruk i algun altre tema. Tot seguit, espera que toqui la banda o orquestra convidada (per exemple, el 2018 va ser la Filharmònica d'Amposta), i després comença la cavalcada. Durant la cavalcada per diversos carrers i places la Banda d'Igualada es col·loca entre la carrossa de Melcior i la de Gaspar i la formació musical convidada va entre la carrossa de Gaspar i la de Baltasar.
La festa dels Tres Tombs d'Igualada, que va ser declarada «festa tradicional d’interès nacional» el 2011, se celebra en dos dies diferents, el 17 de gener, diada de Sant Antoni, i el diumenge que segueix al dia 17. El dia de Sant Antoni, la Banda participa en una comitiva en què també hi ha els trabucaires (Els Voladors) i van a buscar les banderes al domicili dels banderers.
A les processons de Setmana Santa, la banda ha tocat, al barri de Fàtima, el Dijous Sant, el Divendres Sant, i el Diumenge de Pasqua. Al Dijous Sant, la processó comença a les 10, és llarga, i la banda va darrere de Jesús, que porta la creu. El Divendres Sant, també és llarga, i va darrere de Jesús crucificat. I el Diumenge de Pasqua, primer es fa una volta per Fàtima la banda sola, i després la processó. També toquen a la processó de Masquefa del Divendres Sant i a la processó del dimarts del Sant Crist d'Igualada, festa local de la ciutat, que sempre és l'endemà del Dilluns de Pasqua.
Al llarg de la seva història, la Banda de Música d'Igualada, ha tingut diverses actuacions en la Festa Major de la ciutat, com ara el Trasllat del Sant (de l'Església del Roser a la Basílica de Santa Maria) els primers dies de festa major; el Retorn del Sant (el mateix, al revés); el diumenge de Festa Major, La Passacalle, cercavila nocturna del dia 23 d'agost, vigília de Sant Bartomeu; el Concert de la Banda, que s'acostuma a fer a mitjan setmana; la Cercavila Tradicional (el dissabte de Festa major) i la Processó de Sant Bartomeu, que es fa el dia de Sant Bartomeu (24 d'agost).